# Пятнистый леопардовый эублефар
Пятнистый леопардовый эублефар, или Пятнистый эублефар (лат. Eublepharis macularius) — средних размеров ящерица из рода эублефаров. Этот вид является одним из самых распространённых террариумных животных.
Кариотип представлен 38 хромосомами в диплоидном наборе.

## Систематика и этимология
Был описан Эдвардом Блитом в 1854 году как Cyrtodactylus macularius на основе молодого экземпляра из Соляного хребта в Пенджабе. Через десять лет Альберт Гюнтер описывает «новый» вид Eublepharis fasciolatus на основе двух особей (взрослой и молодой) из Хайдарабада (Синд, Пакистан). В 1872 году Джон Андерсон относит описанный Блитом C. macularius к роду Eublepharis, относя к этому же виду экземпляры, описанные Гюнтером как E. fasciolatus.
Родовое название переводится с греческого как «Настоящее веко» (др.-греч. ἐΰ, настоящий и βλέφᾰρον, веко). Это отражает особенность семейства эублефаровых, отличающую их от остальных гекконообразных. Видовой эпитет означает «пятнистый» и происходит от лат. macul- — «пятна» и -arius — «имеющий, относящийся к».

## Описание

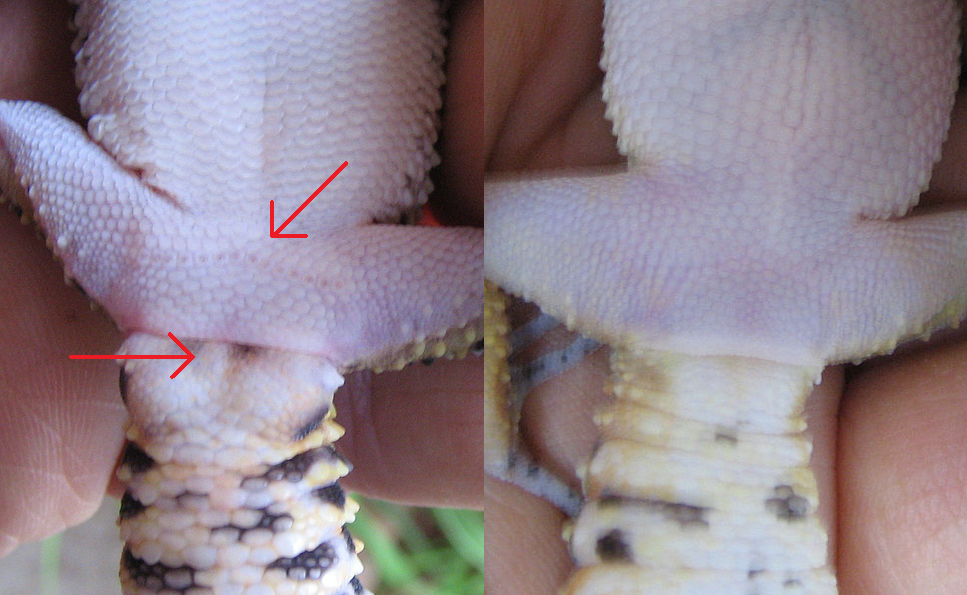
Сравнение клоакальной области у самцов (слева) и у самок (справа). Верхняя стрелка указывает на анальные поры, а нижняя на выпуклости гемипениса.

Длина тела без хвоста составляет от 12 до 16 см, длина хвоста — около 9 см, самцы немного больше самок и имеют 9—14 анальных пор. Голова плоская, максимально широкая в висках, сильно наклонена перед глазами. Морда тупо заострена. Шея круглая, одинаковой длины с головой. Туловище длиннее головы и шеи вместе взятых. Конечности умеренной длины: передняя лапа в вытянутом вперёд состоянии доходит до середины промежутка между глазом и ноздрёй, а задняя — до локтя передней лапы или до лопатки. Пальцы короткие, прямые, цилиндрические. На нижней стороне один ряд отчётливо бугристых подпальцевых пластинок. В отличие от гекконов, хорошо выражены веки. Хвост до середины цилиндрический, после сужается к концу. Туловище, конечности и хвост покрыты коническими или сферическими бугорками.
Новорожденный эублефар имеет в среднем размер 7—10 см и 2—5 гр. веса. Средний вес взрослого леопардового эублефара в неволе — 60—70 грамм. Иногда вес ящерицы может быть выше 100—120 грамм (у особо крупных упитанных особей), а минимально допустимый вес для размножения самки — 45 грамм.
На свободе продолжительность жизни самцов составляет 8—10 лет, самок-одиночек 5—8 лет, а самок, которые постоянно размножаются — 3—4 года. В террариумах продолжительность жизни эублефаров достигает 20 лет. Известны две особи, достигшие возраста 37 лет в условиях неволи.

### Зубы
Эублефарам присущ полифиодонтизм — многократная смена зубов в течение жизни. Процесс смены зубов от закладывания зачатка нового зуба до замены им старого длится около 3—4 месяцев.

### Хвост

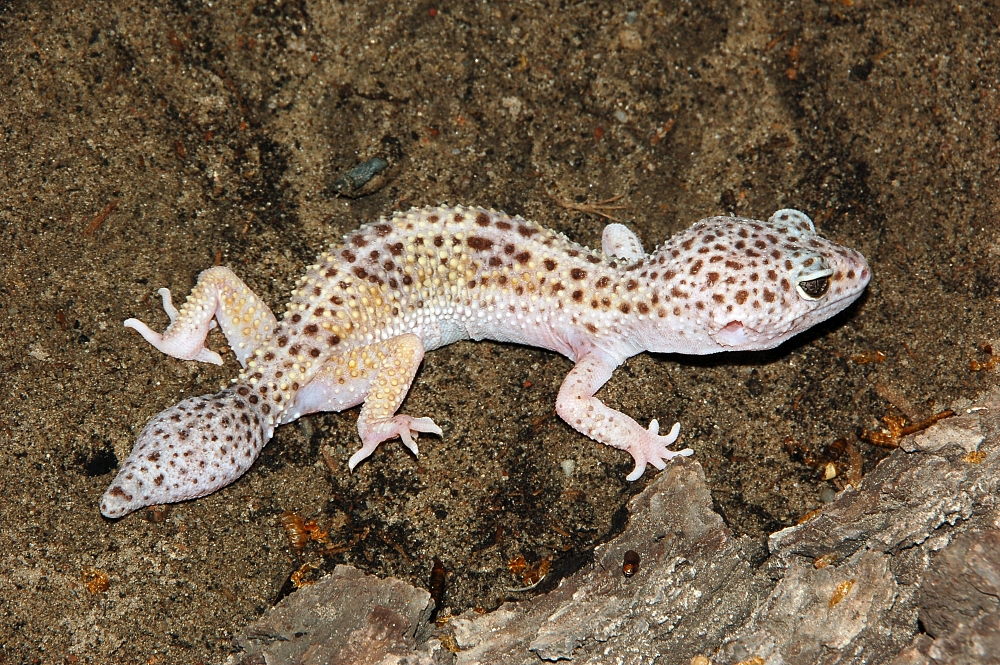
Пятнистый эублефар с регенерировавшим хвостом.

Эублефары способны отбрасывать хвост в случае опасности и отращивать новый, даже в условиях ограниченных пищевых ресурсов.
Хвост эублефаров имеет заметное утолщение, содержащее запасы жировой ткани. Они используются как хранилище энергии на случай дефицита доступной пищи. При этом в регенерировавшем хвосте запас жира больше, чем в нетронутом.

### Окраска
Верх тела от соломенно-жёлтого до розоватого цвета. Бока светлые, почти белые. На верхней части головы, на губах, спине и хвосте разбросаны мелкие тёмно-коричневые пятна неправильной формы. На хвосте могут сливаться в поперечные полосы. На нижней поверхности головы и хвоста в менее чётких, размытых пятнышках. Низ тела белый. Детёныши имеют иной окрас: на тёмно-коричневом или чёрном фоне 2—3 широкие жёлтые полосы. На затылке белая поперечная полоса переходит на губы. На хвосте 3—4 жёлтых или белых поперечных полосы. Брюхо белое, желтоватое или розоватое.

### Щиткование
Верхнегубных щитков 8—12, нижнегубных — от 8 до 10. Чешуй между центрами глаз 24—33, вдоль тела снизу — 153—165, поперёк брюха — 24—26. Подпальцевых пластинок 14—21. Межносовые разделены 1—3 чешуйками. Первая пара нижнечелюстных щитков соприкасается друг с другом или разделена одной чешуйкой.

### Отличия от сходных видов
От иранского эублефара отличается наличием бугорков на подпальцевых пластинках. От туркменского — более резкой выраженностью бугорков и бо́льшим количеством анальных пор у самцов.

## Распространение
Типовая территория: Соляной хребет, Пенджаб.
Вид распространён на северо-западе Индии (Гуджарат, Раджастхан, Пенджаб, Харьяна), в Пакистане (Азад-Кашмир, Северо-Западная пограничная провинция, Пенджаб, Белуджистан, Синд), сообщалось о находках на юго-востоке Афганистана, на востоке Ирана. Обитает на каменистых склонах невысоких гор, почти лишённых растительности, в сухих и полусухих степях, сухих редколесьях.

## Образ жизни

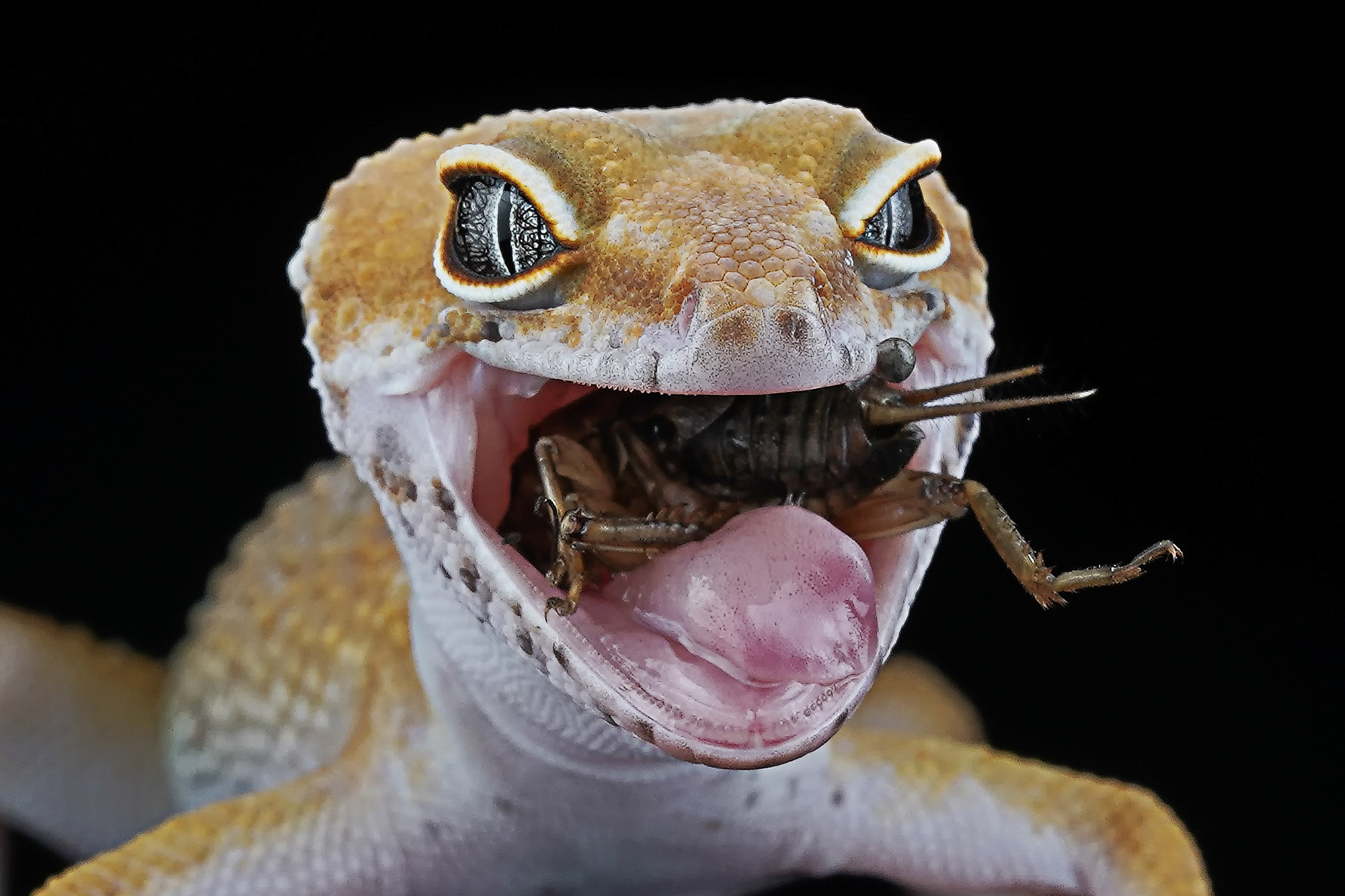
Пятнистый эублефар поедает сверчка.

Ведёт ночной и сумеречный образ жизни. В дневное время прячутся в укромных местах или норах, где влажность выше, чем в окружающей среде.
Социален, живёт группами из одного самца и нескольких самок, но нередко проживает один. Самцы активно защищают свою территорию от других самцов. К природным врагам относятся лисы, шакалы, мангусты, ящерицы, змеи, совы.

### Питание
Молодые особи питаются преимущественно членистоногими: жуками, прямокрылыми, пауками, скорпионами, многоножками. По мере взросления становятся оппортунистическими хищниками, питающимися змеями инфраотряда Scolecophidia, новорождёнными мышатами, птенцами, гусеницами, другими гекконообразными, в том числе собственным молодняком.

### Линька
В неволе линька наблюдалась в марте и апреле. Съедают слезшую в ходе линьки кожу, предположительно для восполнения запаса питательных веществ или ослабления запаха, способного привлечь хищников.

## Эублефар и человек

### Содержание
Популярное террариумное животное. Является второй по популярности террариумной ящерицей после бородатой агамы. Легко содержится и размножается в неволе, выведено множество цветовых форм, не существующих в природе (морф). Из-за агрессивности самцов друг к другу содержать эублефаров следует парами или группами из одного самца и нескольких самок или только самок. Проживание в одном террариуме с другими видами со сходным образом жизни нежелательно из-за возможных драк. Для содержания требуется террариум горизонтального типа с размерами дна от 30х30 см на одну особь с проточной вентиляцией, снабженный локальным подогревом от 31 до 33-35 °C, укрытиями, поилкой. Одно из укрытий должно быть увлажнено за счет сырого мха, салфеток и т. д. Это особенно важно для успешной линьки. Температура воздуха може быть 28-32 °C днём и 25-30 °C ночью. В качестве корма употребляет стандартные виды кормовых насекомых — сверчков, тараканов. Возможно редкое добавление новорождённых мышат. Если в качестве субстрата используется песок, кормовые объекты должны помещаться не на него, чтобы предотвратить случайное проглатывание. В качестве лакомства — мучных червей, личинок зофобасов (желательно давать лакомство не чаще раза в месяц, иначе возможно развитие ожирения). Необходимы витаминные и минеральные кормовые добавки для рептилий, без которых быстро развиваются заболевания костей, кожи и глаз, особенно у растущих молодых животных. Может при сильных стрессах отбрасывать хвост, со временем он отрастает, но визуально отличается от родного.
Для стимуляции размножения рекомендуют понижение температуры в зимнее время до 12 °C. Период спаривания начинается в январе, достигает пика в феврале—марте и заканчивается в апреле. Через 2—3 недели после спаривания самки откладывают яйца в мягкой кожистой оболочке. Желательно в период размножения установить кювету высотой 4—6 см, заполненную влажным торфом, где самка сделает кладку. Для инкубации яйца должны содержаться в ёмкости с температурой 26—31 °C и относительной влажностью воздуха 90—95 %. При температуре около 28 °C вылупляются самки, а при 32—34 °C — самцы. Для вылупления и тех, и других, следует поддерживать температуру около 29—31 °C. Через 40—70 суток появляются детёныши длиной около 8 см.
Молодых ящериц переводят в небольшие отсадники группами по 4—6 самок и 1 самца. Начинают питаться после первой линьки, происходящей на 5—7 сутки. Следует заранее запустить в отсадник сверчков или другой корм.

### Предрассудки
В местах своего обитания населением считается ядовитым. По поверьям, укус эублефара разжижает тело, мгновенно убивая. Местные жители убивают гекконов на месте. Затем выбрасывают палки, которыми геккон был убит, прочь, так как считают, что они поглощают яд от ящерицы.

## Природоохранный статус
Толстохвостые гекконы названы в Красном списке МСОП, как «вызывающие наименьшие опасения». Популяция широко распространена и не испытывают угрозы от человека. Гекконы не относятся к особо охраняемым и не упоминаются в списках СИТЕС, но семейство Gekkonidae указано в добавлении 1.